# Savior (Anggun)
Savior è un  singolo della cantante franco-indonesiana Anggun, pubblicato nel 2005 ed estratto dal terzo album in studio Luminescence.
Del brano sono state realizzate anche una versione in lingua francese intitolata Cesse la pluie e una in lingua indonesiana intitolata Mantra.

## Successo commerciale
Cesse la pluie ha venduto 65 000 copie in Francia.

## Classifiche
| Classifica (2005-06) | Posizione massima |
| -------------------- | ----------------- |
| Italia               | 35                |
| Paesi Bassi          | 94                |
| Russia               | 38                |

### Cesse la pluie
| Classifica (2005-06) | Posizione massima |
| -------------------- | ----------------- |
| Belgio (Vallonia)    | 60                |
| Francia              | 22                |
| Svizzera             | 65                |